# 南开大学统计与数据科学学院
南开大学统计与数据科学学院，位于天津市南开区南开大学八里台校区范孙楼，2018年6月29日揭牌成立，中国科学院院士、发展中国家科学院院士马志明担任学院首任院长。南开大学统计与数据科学学院在原南开大学统计研究院的基础上建立，肇始于1950年代王梓坤和胡国定在南开大学数学系建立的概率论与数理统计专业。